# Джазовый фестиваль в Монтрё
Джазовый фестиваль в Монтрё (англ. Montreux Jazz Festival) — международный музыкальный фестиваль в г. Монтрё (Швейцария), один из самых известных в мире джазовых фестивалей. Проводится ежегодно с 1967 года. Один из основателей и генеральный директор (до января 2013 года) — швейцарский музыкальный менеджер Клод Нобс.

## История
Джазовый фестиваль в Монтрё был основан в 1967 году Клодом Нобсом, Гео Вумаром и Рене Ланжелем при активной поддержке Atlantic Records. Первый фестиваль проводился в казино «Монтрё» в течение трёх дней.
Изначально фестиваль был исключительно джазовым. С 1970 года в нём участвуют музыканты также других стилей и направлений неакадемической музыки (соул, рок, бразильская популярная музыка, нью-эйдж и другие).
В 2010-е гг. фестиваль ежегодно посещали около 220 тыс. зрителей. В парках и на улицах организуются импровизированные концерты начинающих музыкантов. Кроме джаз-клубов, кафе и музыкальных салонов, во время фестиваля между Гштаад и Роше-де-Нэ курсирует специальный музыкальный поезд, а из причала Монтрё можно отправиться в трёхчасовой музыкальный круиз.
В 2013 году скончался основатель фестиваля Клод Нобс. Новым генеральным директором фестиваля был назначен Матьё Жатон.
Спонсорами фестиваля (Main partners) являются: производитель часов Parmigiani Fleurier, сеть магазинов "Manor", производитель пива Heineken, страховая компания "Société Vaudoise Assurances", а также банк UBS.

## Место проведения
Изначально фестиваль проводился в казино «Монтрё». Однако после пожара во время концерта Фрэнка Заппы в 1971 году фестиваль перенесли в другие помещения. После восстановления казино в 1975 году джаз-фестиваль возвращается на своё прежнее место проведения. В 1993 году в связи с большой популярностью мероприятия и большим количеством участников фестиваль был перенесён в Конференц-Центр, а с 1995 года концерты идут и в Конференц-Центре, и в казино.

## Победители конкурсов (выборка)
В рамках фестиваля проводятся международные конкурсы пианистов, вокалистов и других джазовых исполнителей.
2012 Shure Montreux Jazz Piano Competition 2012 — Финалисты:
- 1-й приз Марьяли Пачеко (Куба)
- 2-й приз: Алекс Природный (Украина)

2011 Shure Montreux Jazz Voice Competition 2011 — Финалисты:
- 1-й приз ex-aequo: Кьяра Иззи (Италия) и Сара Мэри Янг (США)
- 2-й приз: Луис Регидор (Испания)
- Приз зрительских симпатий: Сара Мэри Янг (США)

2011 Parmigiani Montreux Jazz Piano Competition 2011 — Финалисты:
- 1-й приз: Петр Ожеховски (Польша)[5][6]
- 2-й приз: Джэреми Сайскинд (США)
- 3-й приз: Джэрри Леонид (Республика Маврикий)
- Приз зрительских симпатий: Эмиль Маммедов (Азербайджан)

2010 Shure Montreux Jazz Voice Competition 2010 — Финалисты:
- 1-й приз: Санем Кальфа (Турция)
- 2-й приз: Юлиана Рогачёва (Россия)
- 3-й приз: Мария Джо Мэндес (Португалия)
- Приз зрительских симпатий: Юлиана Рогачёва (Россия)

2010 Bösendorfer Montreux Jazz Piano Competition 2010 — Финалисты:
- 1-й приз: Николай Сидоренко (Россия)
- 2-й приз ex-aequo: Логан Томас (США) и Дэвид Хэлбок (Австрия)
- 3-й приз: Золтан Балош (Венгрия)
- Приз зрительских симпатий: Томас Антеро Турнен (Финландия)

2010 Montreux Jazz Tremplin Lémanique (Приз «Женевское Озеро»)
- Победитель: Vouipe (Лозанна, Швейцария)[7]

Были выпущены также DVD с выступлениями артистов разных жанров.